# Terminología
En este artículo, se traza un panorama sobre el estado de la terminología, en tanto que disciplina y campo de trabajo. Se presentan en primer lugar sus precedentes: el origen de la teoría terminológica y la justificación de su epistemología en el contexto europeo de los años treinta. Se aborda, a continuación, el presente: el paso dado por la terminología desde una concepción restringida a un solo contexto de comunicación y una finalidad normalizadora, a la consecución de un estatus científico. Las múltiples respuestas que los especialistas en terminología, fundamentalmente de formación lingüística, junto con la expansión de aproximaciones teóricas funcionales y cognitivas para el lenguaje y el desarrollo de la lingüística de corpus, han puesto en cuestión muchas de las limitaciones de la teoría originaria y han dado paso a alternativas parciales o globales en el camino de una formulación teórica para las unidades terminológicas. Entre estas aproximaciones, se presenta la teoría comunicativa de la terminología, aproximación que, respetando la multidisciplinariedad mediante un modelo multientrada al análisis de los términos, propone una teoría lingüística de base cognitiva y propósito comunicativo, con inclusión de la variación de contextos de transferencia de información especializada. Finalmente, se sugieren algunas vías que el futuro parece deparar a la teoría terminológica, a la vista de las características de la sociedad de la información y la comunicación.

## Teorías de la terminología

### Teoría tradicional
- Teoría general de la terminología[1]

El padre de la terminología moderna como disciplina autónoma e independiente fue Eugen Wüster, industrial austríaco, a quien se le considera fundador de la llamada escuela de Viena o escuela vienesa de esa disciplina (no confundir con el Círculo de Viena). Escribió, en la década de 1930, una tesis doctoral acerca de normas técnicas internacionales en electrotecnia y publicó en 1968 un diccionario llamado The Machine Tool, en donde volcó los hallazgos y conclusiones de su tesis doctoral. Su Introducción a la teoría general de la terminología se publicó, a título póstumo, en 1968. En ella dice que la terminología debe ser una disciplina autónoma y autosuficiente, que puede valerse de la lexicología y de la lingüística, pero siempre reclamando su autosuficiencia y su autonomía.
Aunque las teorías de Wüster se han cuestionado y debatido a fondo, lo cierto es que, sin él, la terminología como disciplina no habría podido avanzar y desarrollarse hasta el punto en que se encuentra hoy día. Aunque desde entonces se han ido reformando sus postulados, ya nadie cuestiona que se trata de una materia autónoma.
Según Wüster, la terminología es patrimonio de los especialistas, de los expertos, que son los que entienden, organizan y estructuran este dominio. Una vez que los especialistas estructuren como ellos crean conveniente su campo de la terminología, los demás usuarios tienen que adaptarse a él. Para entender esta visión tradicional de la terminología, se puede recurrir a una comparación con la televisión: la mayoría de las personas no saben cómo funciona, pero aun así la usan.
Se trata, por tanto, de un enfoque normativo, que pretende imponer el uso, pretende establecer la univocidad de los términos para así evitar posibles ambigüedades y problemas de comunicación. Para ello, el término es tratado como uniforme y estático en el tiempo, espacio y grupo social; no hay matices ni connotaciones afectivo-sociales. El término está impoluto, es perfecto para su uso. Lógicamente esto es así porque su función es la de normalizar.
Wüster afirma que el concepto existe "a priori", independientemente del uso. Ese concepto está en la mente del especialista. Ese conocimiento especializado se describe por los expertos, que son los encargados de promover el buen uso terminológico. Este enfoque tradicional recibe el nombre de "onomasiológico" (del griego onoma, "nombre"), que significa que lo que prima es el concepto y a partir de él se llega al nombre.
Por tanto, el sistema conceptual es previo y de mayor importancia que el terminológico. Lo que se busca es la universalidad terminológica, por lo que hay que partir del concepto y no del texto. Según Wüster, partir del texto es incorrecto. Se podría decir que la visión de Wüster de "concepto" es similar a la noción de "idea" de Platón. Ambos sistemas, conceptual y terminológico, son independientes. Los términos son independientes del concepto y del contexto, meras etiquetas de los elementos de la realidad, y sólo aportan la función nominativa. Sin variación, sin cultura, sin tono afectivo-social, etcétera. Se trata por tanto de símbolos lingüísticos asignados arbitrariamente.
El problema de la teoría de Wüster es que la asignación, uso y significado de los términos no es ni mucho menos tan sencillo como él pretendía hacer creer.
En primer lugar, la TGT obvia la complejidad que rodea a las unidades terminológicas. El uso va más allá de lo normalizado, va siempre por delante de lo normalizado. En el momento en que se normaliza, un término ya está obsoleto, porque el uso siempre va por delante de la normalización.
Además, se trata de un modelo idealizado ("lo que debiera ser"), que silencia la diversidad y la variación, que no tiene en cuenta la dimensión social y restringe su dimensión comunicativa a la producida entre especialistas y profesionales. Esta dimensión comunicativa es, en realidad, mucho más amplia: no solo los especialistas o profesionales hacen uso de la Terminología. Hay muchos más usuarios que los que describe Wüster, y además son mayoritarios, cuyo uso de la terminología no es menos válido, eso sí, aumenta la complejidad del estudio de la disciplina enormemente. Esto quiere decir que, en realidad, el significado que se le da al concepto viene determinado por la situación comunicativa.
Un ejemplo que muestra que un concepto no puede ser universal es el caso de "mama": el concepto "mama" no es el mismo para un oncólogo que, por ejemplo, para un cirujano plástico. La situación comunicativa en que se utiliza el término en ambos casos es diferente. Las estructuras mentales que se presentan en la mente del oncólogo, cuando oye el término "mama", no son las mismas que para el cirujano plástico. El oncólogo probablemente va a pensar en términos relacionados como "tumor", "neoplasia", "metástasis" o "extirpar", mientras que el cirujano plástico va a recurrir a términos como "implante" o "silicona". Como vemos, un mismo término puede aludir a muy diversos conceptos dependiendo de la situación comunicativa, emisor, receptor, campo de especialidad, finalidad, etcétera.
Como conclusión unificadora, cabe decir que, aunque la normalización sea necesaria en la terminología, no significa que sea todo.

### Teorías sociales y comunicativas
- Socioterminología[5]
- Teoría comunicativa de la terminología[6]

### Teorías de base cognitiva
- Teoría sociocognitiva de la terminología[7]
- Terminología basada en marcos[8]

### Terminología técnica
Implica un vocabulario especializado de una profesión o de alguna otra actividad a la cual algún grupo dedica una parte significativa de sus vidas. A veces este término es llamado jerga. La terminología técnica evoluciona por la necesidad de los expertos en un campo de comunicarse con precisión y brevedad, y es por lo tanto inevitable y deseable. Esto permite a los profesionales comunicarse sin tener que describir de forma exhaustiva cada concepto, pero ocasionalmente tiene el efecto indeseado de excluir a aquellos que no están familiarizados con el lenguaje especializado de ese grupo. Esto puede causar dificultades cuando por ejemplo, un paciente es incapaz de seguir las discusiones de los médicos y por lo tanto no puede entender su propia enfermedad o tratamiento. También causa problemas cuando profesionales de campos diferentes pero relacionados usan conjuntos distintos de lenguaje especializado y por lo tanto no pueden entender su trabajo mutuamente. Por ejemplo hay desarrollo duplicado entre la psicología cognitiva y la interacción persona-ordenador, parcialmente por esta causa.